# Liste der Monuments historiques in Vincey
Die Liste der Monuments historiques in Vincey führt die Monuments historiques in der französischen Gemeinde Vincey auf.

## Liste der Immobilien
| Bezeichnung | Beschreibung           | Standort               | Kennzeichnung | Schutzstatus | Datum | Bild           |
| ----------- | ---------------------- | ---------------------- | ------------- | ------------ | ----- | -------------- |
| Wegekreuz   | Stein, 16. Jahrhundert | Rue du Pincieux (Lage) | PA00107315    | Classé       | 1909  | weitere Bilder |

## Liste der Objekte
| Bezeichnung                | Beschreibung                                  | Standort                                             | Kennzeichnung | Schutzstatus | Datum | Bild |
| -------------------------- | --------------------------------------------- | ---------------------------------------------------- | ------------- | ------------ | ----- | ---- |
| Skulptur Heiliger Nikolaus | Holz, farbig gefasst, 18. Jahrhundert         | in der Kirche Invention-de-Saint-Étienne (Lage)      | PM88000976    | Classé       | 1969  |      |
| Beichtstuhl                | Holz, bemalt und vergoldet, 18. Jahrhundert   | in der Kirche Invention-de-Saint-Étienne (Lage)      | PM88000975    | Classé       | 1969  |      |
| Skulptur Maria Immaculata  | Holz, ehemals farbig gefasst, 18. Jahrhundert | in der Kirche Invention-de-Saint-Étienne (Lage)      | PM88000977    | Classé       | 1969  |      |
| Pietà                      | Stein, Ende des 17. Jahrhunderts              | Rue de la Grande Fontaine, in der Wegekapelle (Lage) | PM88000978    | Classé       | 19985 |      |